# Vicente Colino
Vicente Colino Hierro, né le 21 février 1924 à Vigo (province de Pontevedra, Espagne) et mort le 2 juin 2005, est un footballeur espagnol qui jouait au poste d'attaquant.

## Carrière
Vicente Colino joue pendant trois saisons au FC Barcelone entre 1945 et 1948. Il remporte la Copa de Oro Argentina en décembre 1945. Avec Barcelone, il joue 13 matchs de championnat et marque 6 buts.
Colino joue ensuite deux saisons avec le RCD Espanyol (1951-1953). Avec l'Espanyol, il joue 22 matchs de championnat et marque 12 buts.

## Palmarès
Avec le FC Barcelone :
- Vainqueur de la Copa de Oro Argentina : 1945